# 다니엘 페레츠
다니엘 페레츠 (Daniel Peretz, 2000년 7월 10일 ~ )는 이스라엘의 축구 선수이며, 분데스리가의 함부르거 SV에서 골키퍼로 뛰고 있다.